# Korean Military Advisory Group
Le Korean Military Advisory Group (KMAG) est une unité de l’armée américaine lors de la guerre de Corée. Il est chargé fournir une assistance logistique et de former l’armée de la République de Corée.

## Histoire

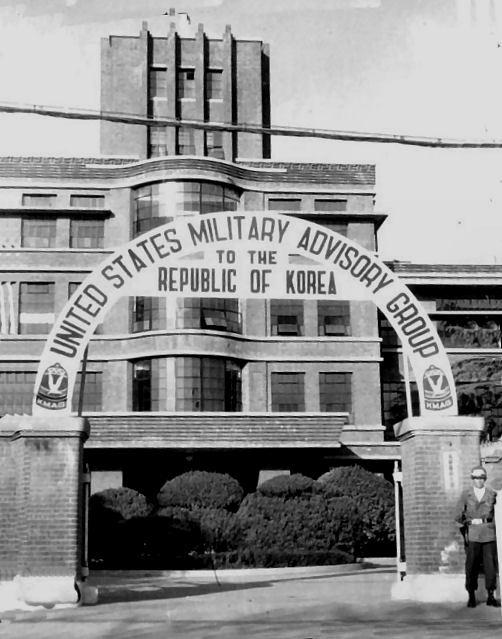
Le quartier général du KMAG à Daegu en 1950.